# Hydrolaetare dantasi
Hydrolaetare dantasi är en groddjursart som först beskrevs av Werner C.A. Bokermann 1959.  Hydrolaetare dantasi ingår i släktet Hydrolaetare och familjen tandpaddor. IUCN kategoriserar arten globalt som livskraftig. Inga underarter finns listade i Catalogue of Life.